# Zgrupowanie Gromada
Zgrupowanie „Gromada” – zgrupowanie kowelskie Okręgu Wołyń Armii Krajowej, które w czasie akcji Burza na Wołyniu weszło w skład 27 Wołyńskiej Dywizji Piechoty.
Dowódcą zgrupowania i jednocześnie dowódcą 50 pułku piechoty był mjr Jan Szatowski ps. „Kowal”, „Zagończyk”.

## Skład i obsada personalna
- Sztab
- Kwatermistrzostwo
  - kompania gospodarcza
  - szpital

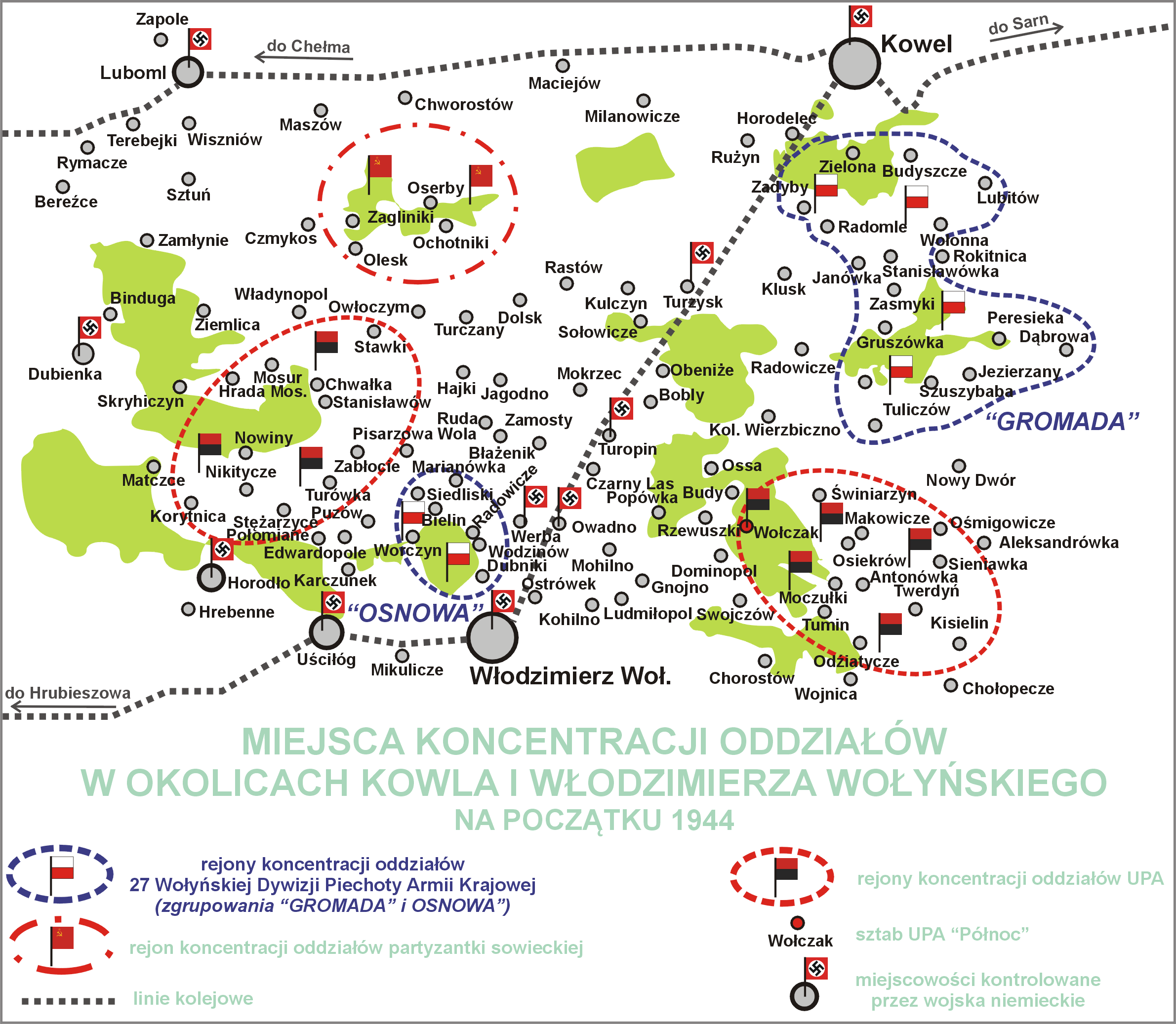
Miejsce koncentracji zgrupowania na początku 1944

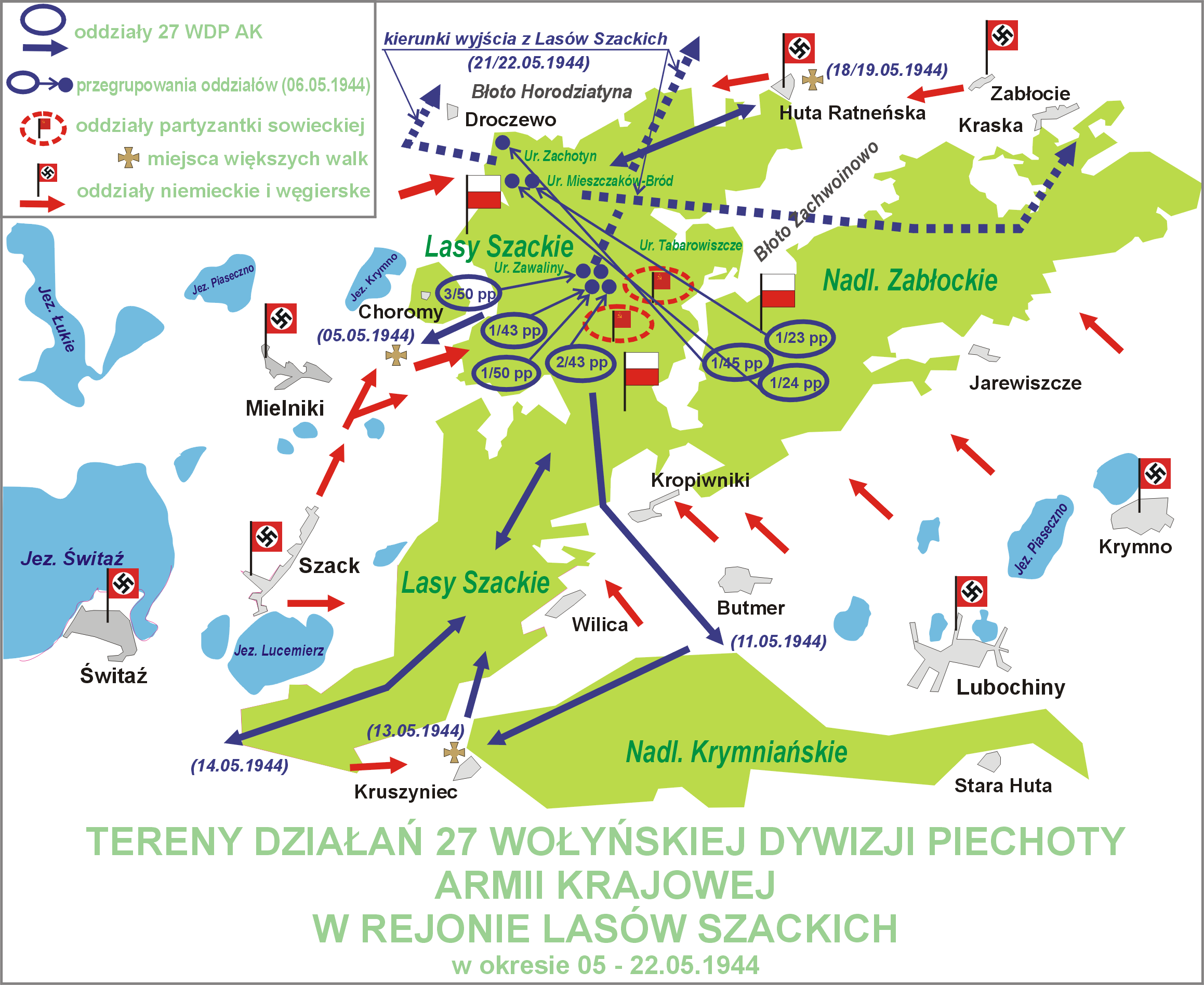
Tereny walk w rejonie Lasów Szackich

  - oddział ochrony kwatermistrzostwa
- Samodzielne pododdziały Zgrupowania
  - pluton saperów
  - pluton rozpoznania
  - pluton żandarmerii
  - drużyna ppanc.
- 1/21 p.uł. (zwiad taktyczny) – ppor. Jerzy Neuman „Hińcza”
  - 1 pluton – „Wiśniewski”
  - 2 pluton – „Jagoda”
  - sekcja ckm – „Jarema”
- I/50 pp – por. Michał Fijałka „Sokół”
  - 1 kompania – por. Stanisław Kędzielawa „Kania”
  - 2 kompania – ppor. Jan Łucarz „Jur” (do 02.05.1944), por. Zbigniew Ścibor-Rylski „Motyl” (od 05.05.1944)
- II/50 pp – por. Władysław Czermiński "Jastrząb"
  - 1 kompania – ppor. Józef Jażdżewski „Rybitwa”
  - 2 kompania – por. Hieronim Kita „Wir”
  - 3 kompania – NN „Mściwój”
- III/50 pp – por. Zbigniew Twardy "Trzask" (do 10.04.1944), por. Marek Lachowicz "Bratek" (od 11.04.1944)
  - 1 kompania – ppor. Marian Moczulski „Jaszczur”
  - 2 kompania – ppor. Mikołaj Bałysz „Zagłoba”
  - 3 kompania – ppor. Stanisław Kurzydłowski (Konarski) „Jurek”; od 16.04.1944 ppor. Stanisław Mróz „Borsuk”
- I/43 pp – por. Kazimierz Filipowicz „Kord”
  - 1 kompania – por. Ryszard Markiewicz „Mohort”
  - 2 kompania – ppor. Czesław Różycki „Ogończyk”; od 11.03.1944 ppor. Jan Matysko „Szymula”; od 02.04.1944 ppor. Anatol Turski „Turoń”
- II/43 pp – por. Marian Walery Krokay „Siwy”; od 21.04.1944 Jan Józefczak „Hruby”
  - 1 kompania – ppor. Edward Imiałek „Kruk”; od 19.03.1944 ppor. Tadeusz Persz „Głaz”; od 21.04.1944 ppor. Wilhelm Skomorowski „Wilczur”; od 21.05.1944 ppor. Lucjan Słowicki „Buras”
  - 2 kompania – „Prawdzic”
- oddziały wydzielone do obrony ludności cywilnej (samoobrona)